# Музей изящных искусств Нанси
Музей изящных искусств Нанси (фр. Musée des Beaux-Arts de Nancy) — художественный музей, расположенный в городе Нанси, Лотарингия. Один из старейших музеев Франции, расположен на центральной площади Нанси Плас-Станислас, в самом сердце городского ансамбля XVIII века. Объект Всемирного наследия ЮНЕСКО. В музее представлена крупная коллекция западноевропейской живописи, отдельная галерея посвящена архитектору Жану Пруве и художественному стеклу прославленной Школы Нанси Эмиля Галле и братьев Дом.

## История
Музей изящных искусств Нанси — один из старейших во Франции, основанный в период Французской революции. Первые музейные коллекции были собраны на основе конфискованной собственности духовенства и аристократии, бежавших из Франции во время революции.
Во времена Первой империи, с подписанием мирного договора между Францией и Австрией в Люневиле в 1801 году, Наполеон I привёз тридцать картин из Центрального музея Наполеона (ныне Лувр) в Лотарингию. Таким образом, в музей Нанси поступило большое собрание произведений французской живописи XVII и XVIII веков. В том же году в музей, как и в пятнадцать других музеев Франции, были отправлены работы в соответствии с указом Шапталя. Эти картины происходят из конфискованных французских коллекций или произведений, захваченных в период наполеоновских завоеваний в Италии. Среди первых работ, которые сформировали коллекции Музея изящных искусств в Нанси, были в том числе заказанные герцогской семьёй Лотарингия:
- «Благовещение» Караваджо (1608)[3];
- копия знаменитой картины Паоло Веронезе «Брак в Кане Галилейской», сделанная Клодом Шарлем в 1702 году для Церкви кордельеров в Нанси.

Музей за свою раннюю историю несколько раз менял местоположение. 18 мая 1825 года музей был переведён в ратушу Нанси, где он находился до 1936 года. В 1936 году он переехал в павильон, который до сих пор занимает на Плас-Станиславе в бывшем Королевском медицинском коллегиуме, к которому позже была сделана пристройка.

Музей в 1896 году в Ратуше Нанси
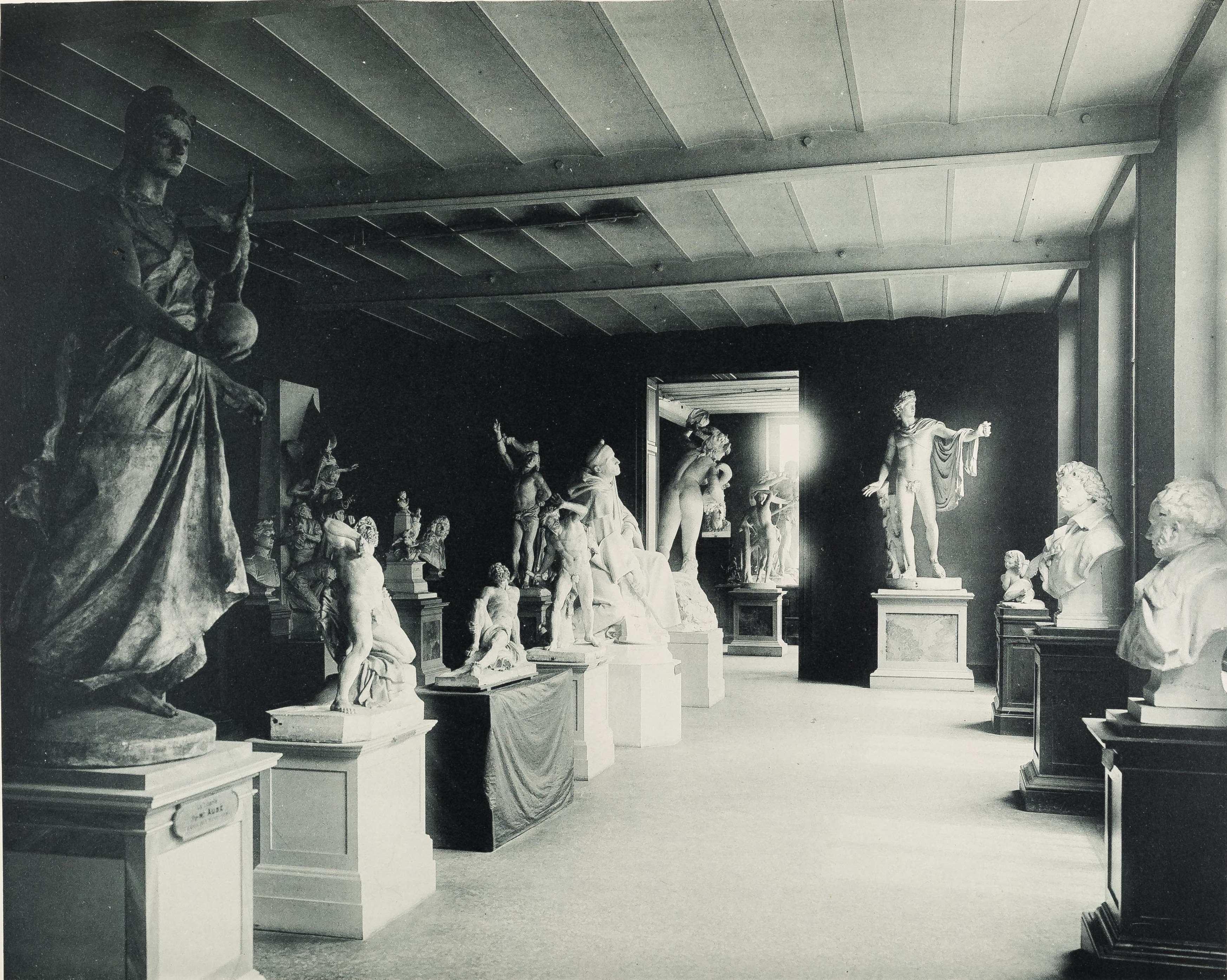
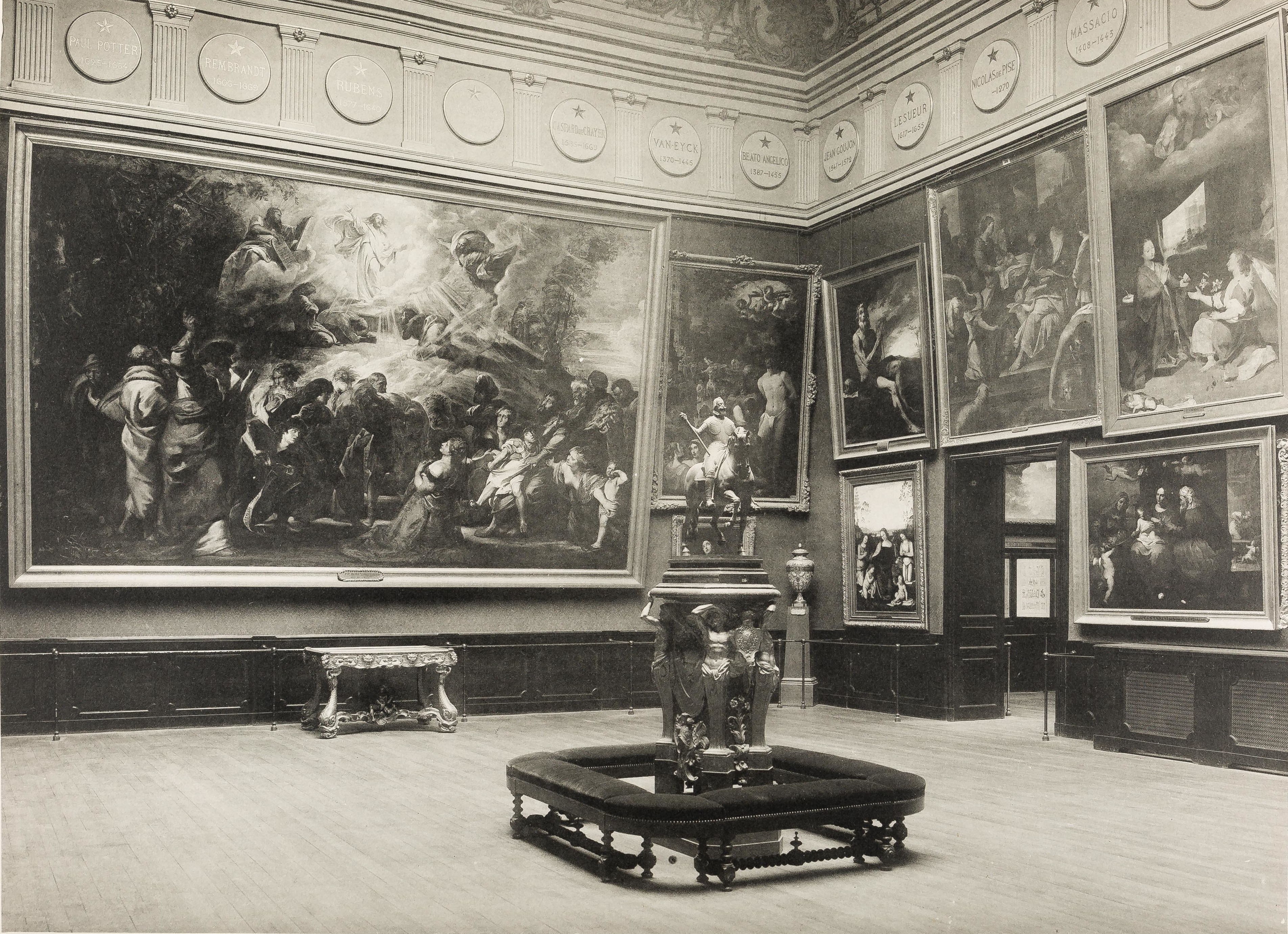

## Здание музея
Здание, в котором музей размещается с 1936 года, входит в ансамбль, спроектированный в середине XVIII века архитектором Эммануэлем Эре де Корни, работавшим при дворе герцога Лотарингии Станислава Лещинского. Главный фасад выполнен в классицистическом стиле в комплексе, внесённом в список Всемирного наследия ЮНЕСКО. Павильон построен на старых укреплениях Нанси, в том числе на бастионе Осонвиль XV века, фундамент которого открыт сейчас для посетителей в подвальном этаже музея.
В 1936 году здание было модернизировано и расширено архитекторами братьями Жаком и Мишелем Андре. Архитекторы предложили флигель как продолжение павильона XVIII века на двух уровнях. Важным элементом их проекта стал фасад со стороны сада. Лестница в виде двойной спирали в стиле ар-деко, полностью выполненная из бетона, является ещё одной особенностью пристройки.
В феврале 1999 года было открыто новое современное крыло, спроектированное агентством Лорана Бодуэна. Это удвоило выставочную площадь музея, появился зрительный зал. В 2001 году была создана галерея графики для новой коллекции из более чем 15 тыс. экспонатов, переданная музею историком и коллекционером французского искусства Жаком Тюийером (1928—2011), которая носит имя Жака и Гая Тюийеров.
В 2000 году швейцарский художник Феличе Варини создал внутримузейную инсталляцию «Оранжевый эллипс, вырезанный семью дисками» внутри музея, анаморфоз, видимый с нескольких этажей. В 2002 году была установлена конструкция «В память о Ламуре», произведение, созданное французским скульптором Франсуа Морелле. Это произведение, видимое с Плас-Станислас представляет собой большой горизонтальный белый прямоугольник с неоновыми огнями в каждом углу и жёлтыми завитками в углах, напоминающие завитки на металлических воротах Плас-Станислас, созданные Жаном Ламуром в XVIII веке.
Подземный уровень музея (-1) занимает галерея, посвящённая стекольному заводу Дома, а также графике или азиатскому искусству. Большая коллекция живописи выставлена в основном павильоне XVIII века в хронологическом порядке.

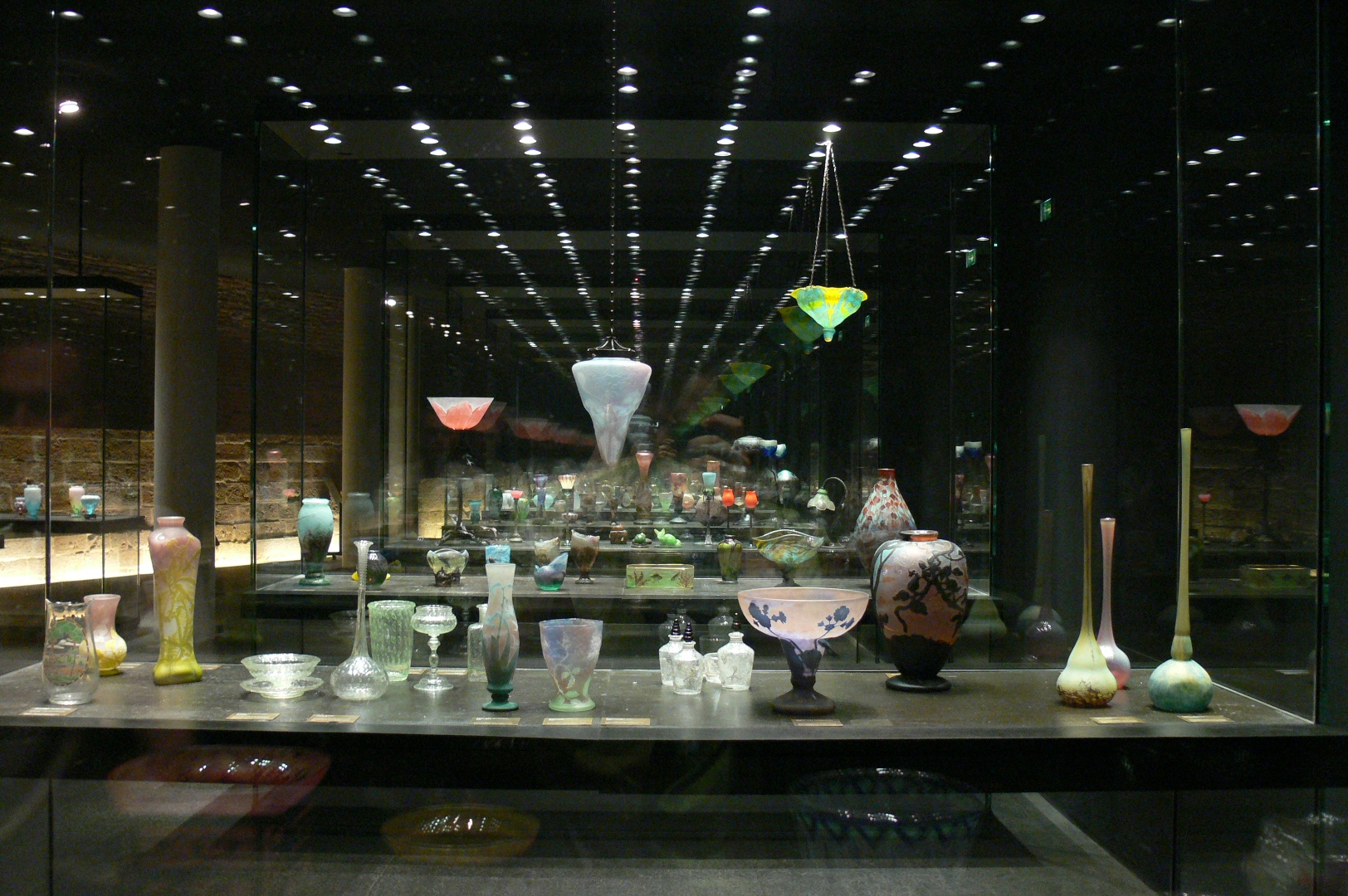
Коллекция художественного стекла фабрики братьев Дом
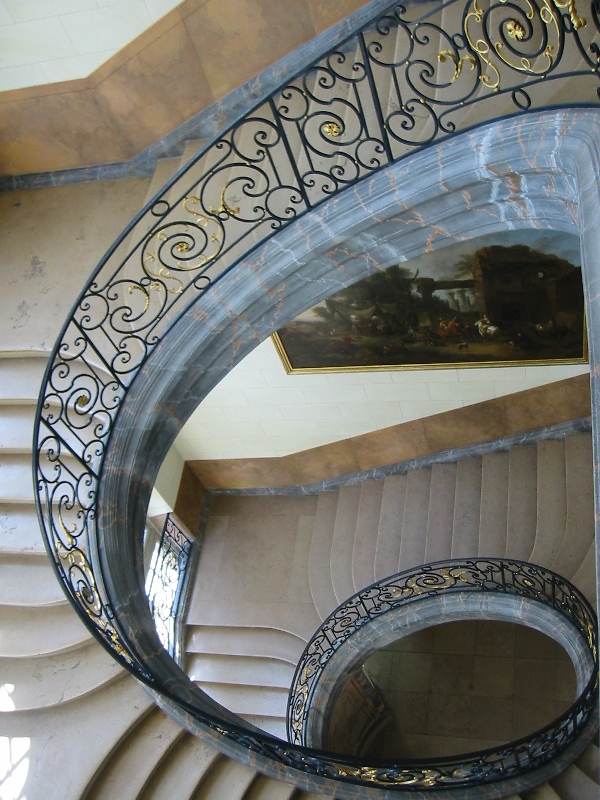
Лестница музея с перилами по проекту Жана Ламура
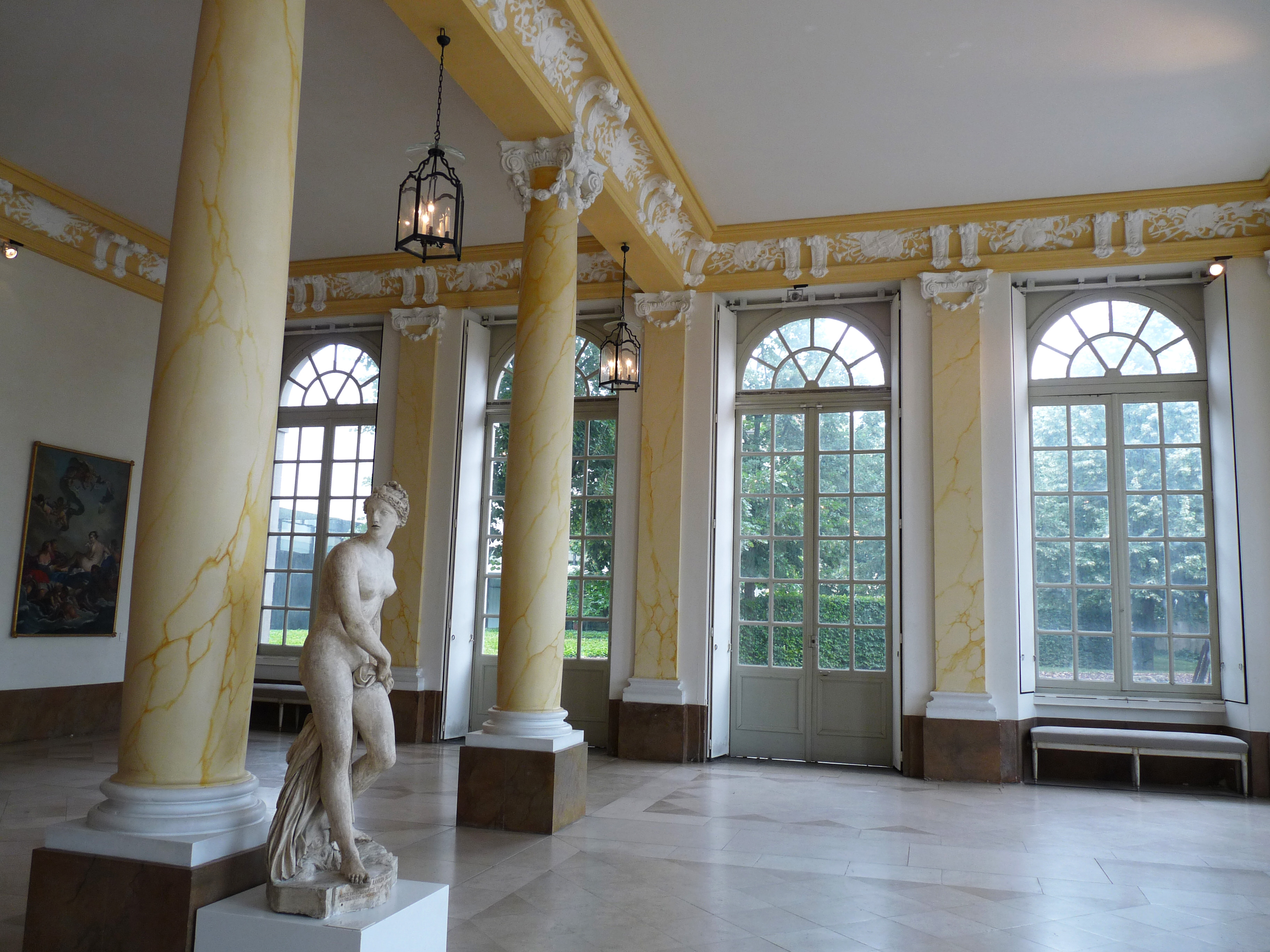
Перистиль музея (XVIII век)
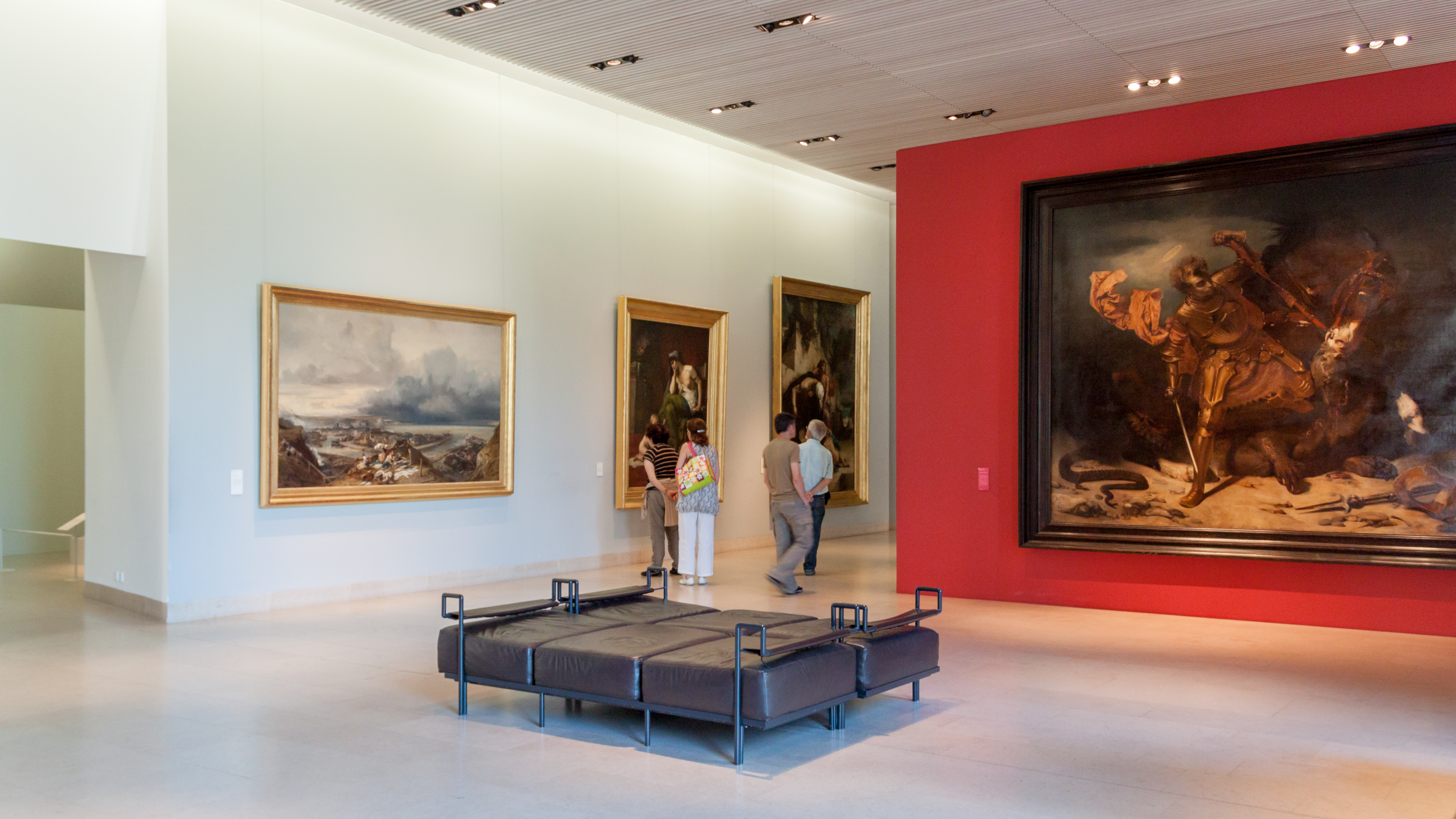
Дополнительная галерея Лорана Бодуэна
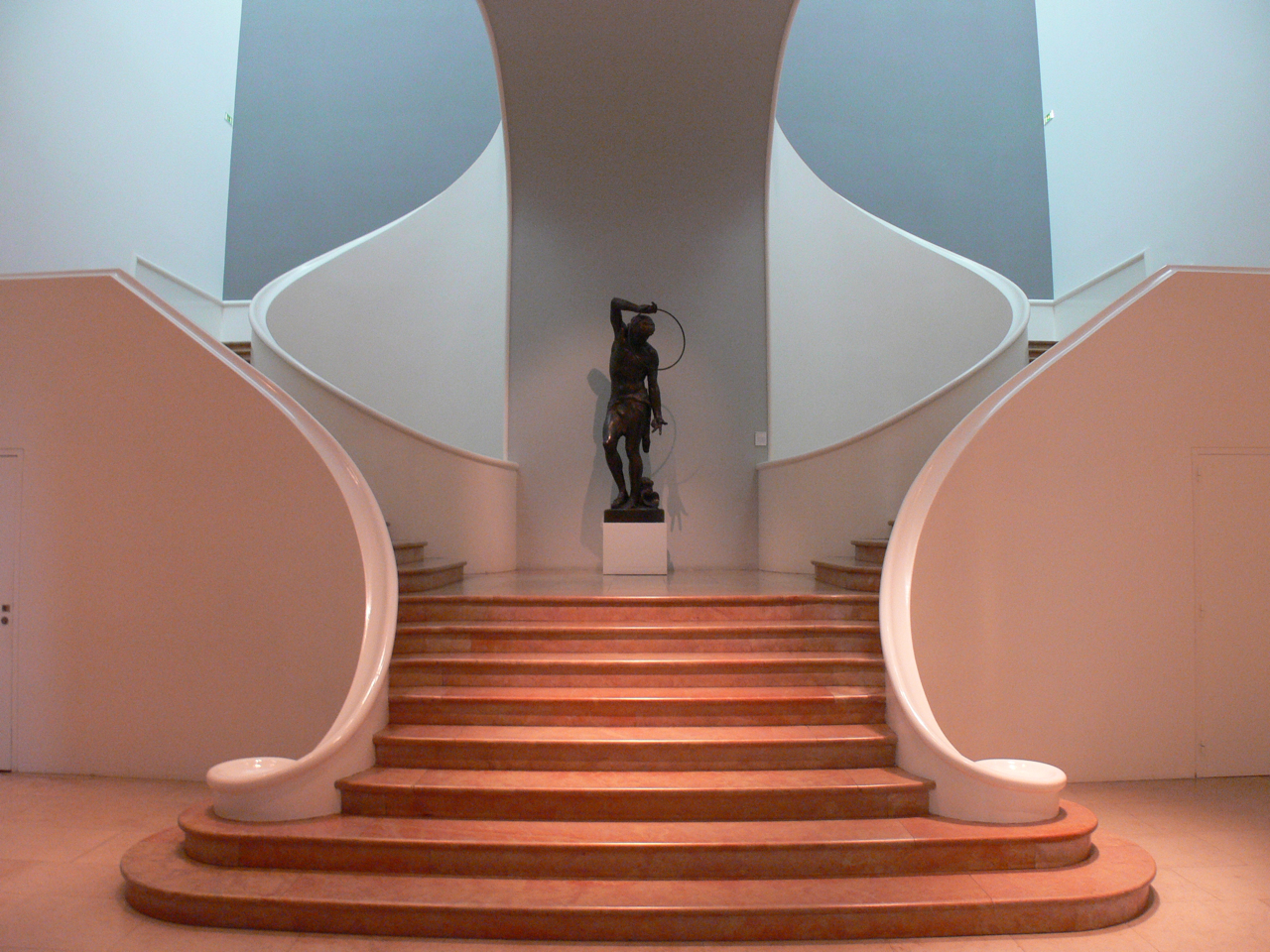
Музейная лестница 1936 года